# رود آکره
رود آکره رودی است که به رود پوروس می‌ریزد. این رود از کشورهای برزیل، پرو، و بولیوی می‌گذرد.